# Карункула
Карункула (лат. Caruncula) је израштај на семеном заметку у области микропиле или пупка који садржи масти или уља и протеине.

## Карактеристике
Карункуле су претежно израђене од уља, па се називају још и уљана тела или елајозоми. Ове супстанце су честе у исхрани мрава, па они односе семена која их садрже у своје оставе, чиме их расејавају. Расејавање мравима се назива мирмекохорија. Карункула може у извесним случајевима да изазове нека понашања мрава која су за биљку корисна. Олеинска киселина на пример, која је један од могућих састојака, стимулише такво понашање мрава да они носе разна тела (некрофоресис). Тако ће они са карункулом понети и семе, односно неће га одвојити, иако само семе у исхрани не користе. Карункула може бити различито обликована што зависи од врсте биљака.

## Примери
Хиљаде врста биљака широм света на свом семену садржи карункулу. Веома крупне карункуле се развијају на семенима лептирњача, љубичице и русе.